# Tayo
O tayo, também conhecido como patois de Saint-Louis, é uma língua crioula de base léxica francesa falada na Nova Caledônia. É a língua da comunidade de uma aldeia, Saint-Louis, que está situada a aproximadamente 17 quilômetros da capital Nouméa.

## História
A partir de 1860, Saint-Louis recebeu uma missão marista, para cujas escolas foram atraídos grupos de melanésios que falavam várias línguas  não mutuamente inteligíveis. Saint-Louis era um importante centro agrícola, e os maristas eram conhecidos por sua produção de açúcar e rum. Havia rabalhadores de diferentes origens étnicas e sociais, provenientes de Vanuatu, da Polinésia Francesa, ilha da Reunião, Índia, Malásia, Java e de locais tão distantes como a África Ocidental e as Índias Ocidentais, além dos milhares de franceses condenados que trabalhavam a terra em torno da missão.
O tayo surgiu por volta de 1920 para atender à necessidade de uma língua de comunicação inter-étnica. Seu léxico é basicamente oriundo do francês (falado pelos maristas e pelos sentenciados) e, possivelmente, com aportes das variedades da língua crioula da ilha da Reunião, falada pelos plantadores e trabalhadores contratados que entraram em contato com os Kanaks de Saint-Louis.A sua gramática e sintaxe são fortemente influenciadas pelas línguas melanésias dos primeiros habitantes, mas as estruturas também têm congruência com variedades do francês e, em certa medida, com a língua crioula da ilha da Reunião.